# Dora Wheeler Keith

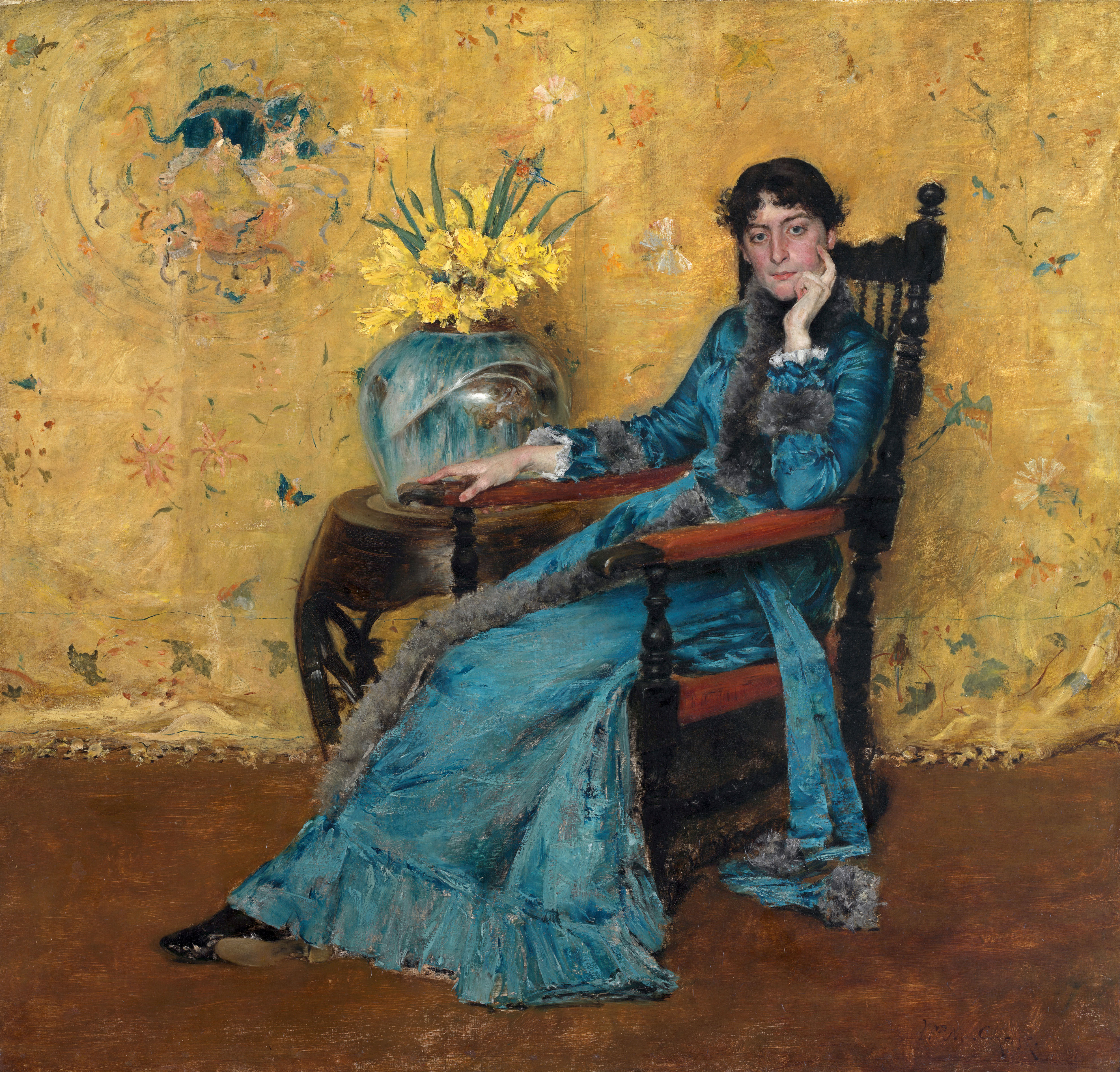
Porträt Dora Wheeler von William Merritt Chase, Öl auf Leinwand, 1883, Sammlung Cleveland Museum of Art

 Dora Wheeler Keith (* 12. März 1856 in Long Island, USA; † 7. Dezember 1940 in New York City, USA) war eine US-amerikanische Malerin und Illustratorin. Sie war Porträtkünstlerin, Wandmalerin, Illustratorin für Bücher und Zeitschriften und entwarf Wandteppiche für die Firma Associated Artists ihrer Mutter Candace Wheeler.

## Leben und Werk

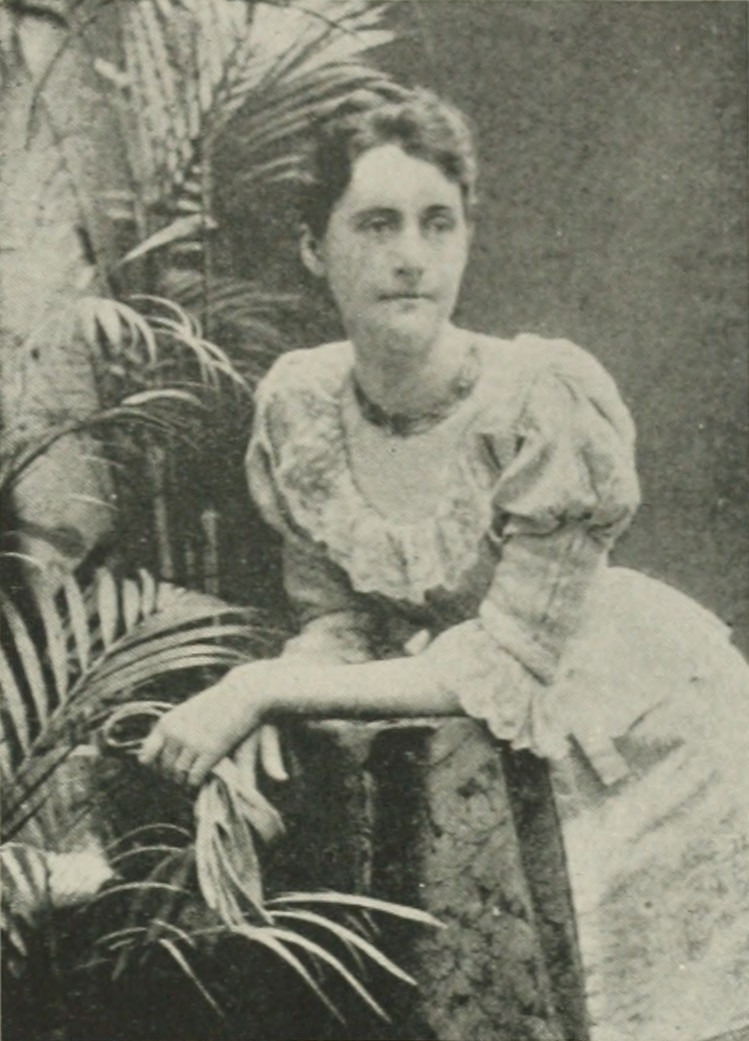
Bild von Dora Wheeler Keith in: A woman of the century, 1893

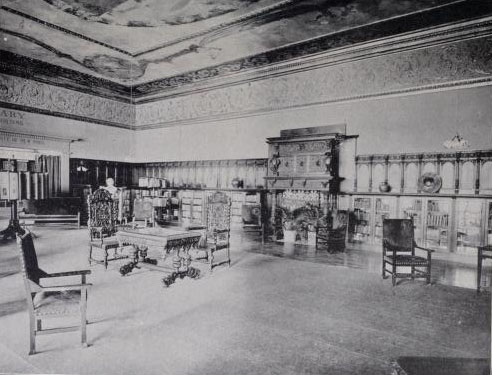
Foto der Woman’s Building Library, das das Deckengemälde von Dora Wheeler Keith zeigt. Weltausstellung 1893 in Chicago

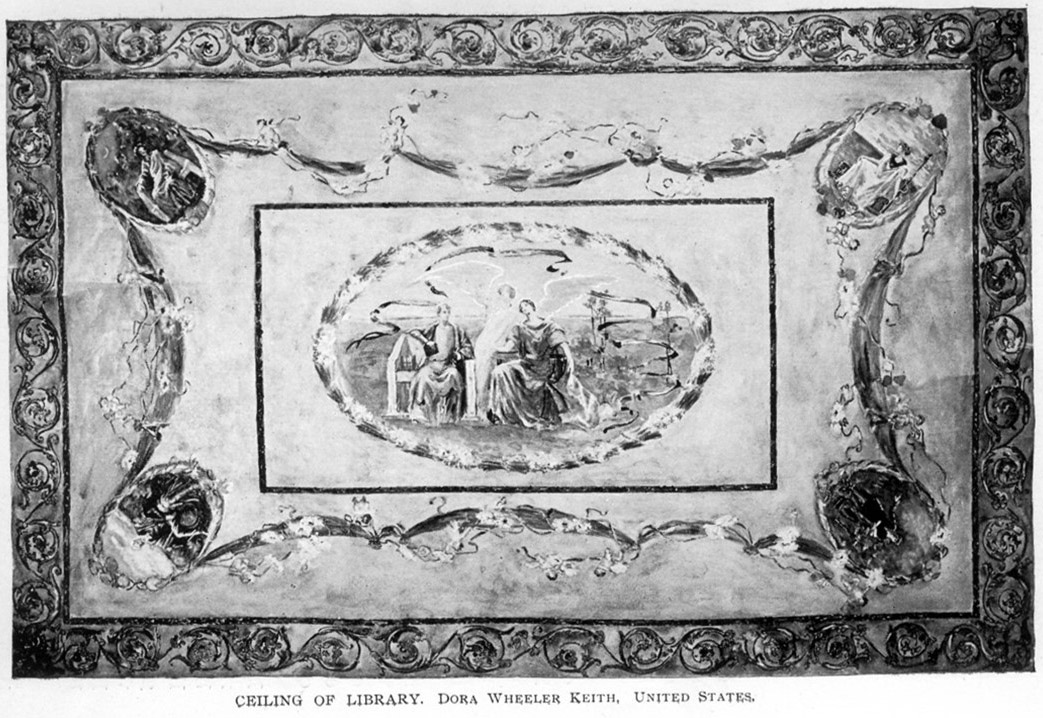
Deckengemälde der Bibliothek (ca. 1893) von Dora Wheeler Keith, Woman’s Building, Weltausstellung 1893 in Chicago

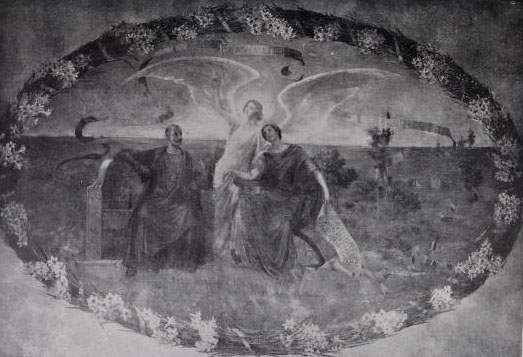
Foto eines Deckengemäldes von Dora Wheeler Keith,Woman’s Building, Weltausstellung 1893 in Chicago

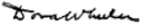
Unterschrift von Dora Wheeler Keith (1856–1940) aus The National Cyclopaedia of American Biography, Band I, 1893, Seite 405

Keith wurde als Lucy Dora Wheeler als Tochter des Geschäftsmannes Thomas Wheeler und von Candace Wheeler in Nestledown geboren, dem Landhaus in Jamaika auf Long Island, das ihre Eltern gebaut hatten. Ihre Mutter war eine Autorin, Unternehmerin und eine der ersten Innenarchitektinnen und Textildesignerinnen Amerikas. Wheeler besuchte eine Quäkerschule am Stuyvesant Square und anschließend Miss Haines and Mlle. de Janon’s, eine New Yorker Abschlussschule. Nach dem Bürgerkrieg zog sie mit ihrer Familie nach Europa, erhielt ihre Schulausbildung in einem Internat in Wiesbaden. Ihre Sommerferien verbrachte sie in Montreux in der Schweiz und in Luc-sur-Mer an der französischen Küste.
Von 1879 bis 1881 erhielt sie Privatunterricht bei dem Maler William Merritt Chase. Sie wurde Chases erste Schülerin, als er von einem Auslandsstudium in München zurückkehrte und in New York City ein Lehrstudio gründete. Damals akzeptierten nur wenige amerikanische Künstler Frauen als Privatschülerinnen. Chase erstellte von Wheeler 1883 ein Porträt, welches auf dem Pariser Salon eine lobende Erwähnung erhielt und auf einer internationalen Ausstellung zeitgenössischer Kunst in München eine Goldmedaille gewann. Im darauffolgenden Jahr wurde das Gemälde in der Ausstellung der Society of American Artists in den USA erstmals gezeigt und stieß wegen seiner Abkehr von den Konventionen der Porträtmalerei auf gemischtes Lob. Später erwarb sie das Gemälde und schenkte es anschließend dem Cleveland Museum of Art.
In den folgenden Jahren arbeiteten Keith und Chase regelmäßig zusammen, beispielsweise bei einer Reihe von Theatertafeln im Madison Square Garden, um Gelder für den Sockel der Freiheitsstatue im Jahr 1884 zu sammeln. Sie war außerdem Mitglied des Vorstands der Shinnecock Hills Summer School of Art, wo Chase lehrte und Direktor war.
Nach ihrer Ausbildung bei Chase studierte Keith Kunst an der Art Students League of New York und verbrachte zwei Jahre zusammen mit ihrer Freundin Rosina Emmet Sherwood an der Académie Julian in Paris. Während ihres Studiums in Paris vollendete sie 1885 einen ihrer frühesten Entwürfe zur Darstellung von Frauen in Kunst und Literatur, der heute der einzige große Wandteppich von Associated Artists ist, von dem bekannt ist, dass er erhalten ist.
Keiths erstes Kunstwerk, das unter ihrem eigenen Namen veröffentlicht wurde, war ein Weihnachtskartenentwurf, der 1881 den ersten Preis beim Prang-Wettbewerb gewann. In den 1880er Jahren war Keith als Buch- und Zeitschriftenillustratorin erfolgreich und veröffentlichte Chromolithographien in Art Amateur. Sie entwarf die Titelseite und die Illustrationen für die Bücher ihrer Mutter und für New Yorker Verlage wie die Harper and Brothers 1884-Ausgabe der gesammelten Werke von Edgar Allan Poe.
In den 1880er Jahren begann Keith auch mit einer Reihe von Porträts der führenden Literaten ihrer Zeit, darunter Harriet Beecher Stowe, Frank R. Stockton, William Dean Howells, Charles Dudley Warner und Walt Whitman. Ihr Porträt des engen Freundes der Familie Wheeler, Samuel Langhorne Clemens, besser bekannt unter seinem Pseudonym Mark Twain, sowie Porträts seiner Frau und seiner Töchter hängen jetzt im Mark Twain House in Hartford.
Nach ihrem Studium gründete Keith zusammen mit ihrer Mutter 1883 ein erfolgreiches Dekorationsunternehmen in New York, eines der ersten Unternehmen im Land, das ausschließlich von Frauen geführt wurde. Für das Unternehmen entwarf sie luxuriöse Textilien.
1890 heiratete sie den Anwalt Boudinot Keith und verwendete im Folgenden den Namen Dora Wheeler Keith. 1893 wurde ihre Mutter zur Designdirektorin für das Frauengebäude der World’s Columbian Exposition in Chicago ernannt, und Keith erstellte als erstes großes öffentliches Projekt ein auf Leinwand gemaltes Wandgemälde, das 1893 an der Decke der Library of the Woman’s Building angebracht wurde.
1906 wurde sie zur Akademikerin der National Academy of Design gewählt.
Keith starb 1940 im Alter von 84 Jahren in Brooklyn.
Ihre Werke befinden sich unter anderen im Metropolitan Museum of Art, im Princeton University Art Museum, der Smithsonian Institution National Portrait Gallery, im High Museum of Art und in Privatsammlungen.

## Gemälde von Dora Wheeler Keith (Auswahl)

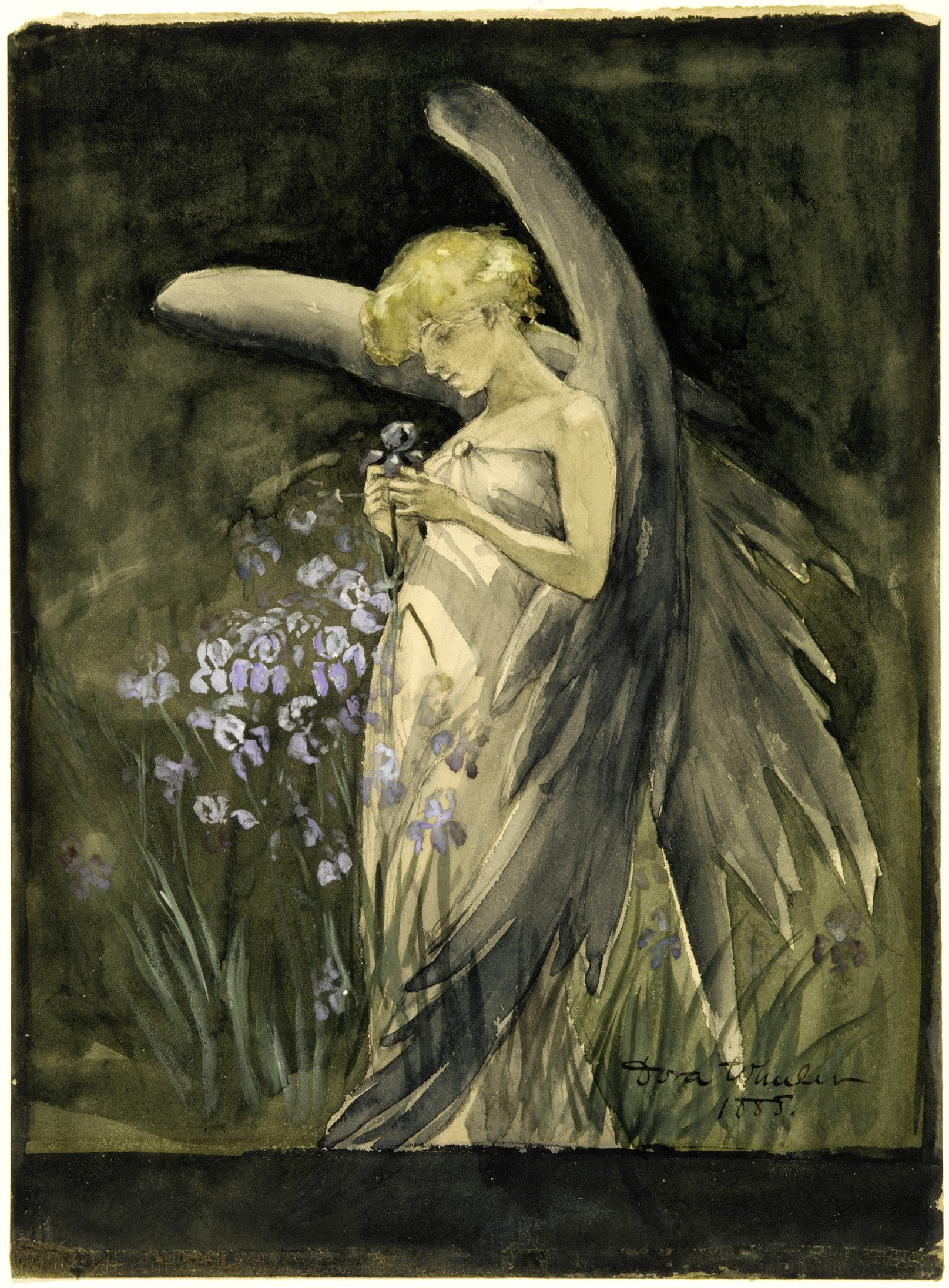
Fairy in Irises (Metropolitan Museum of Art)
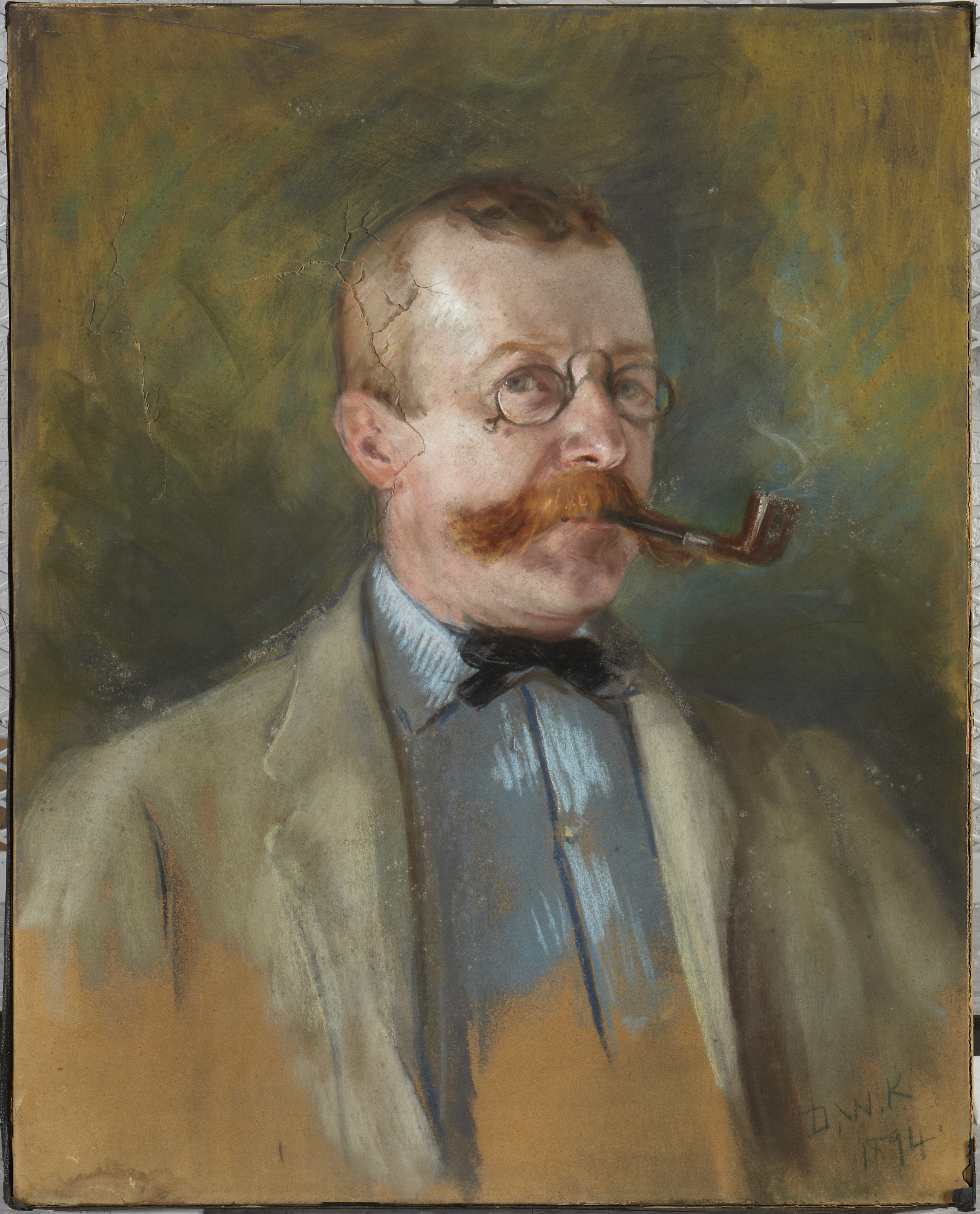
Laurence Hutton (1843–1904), 1894 Pastell
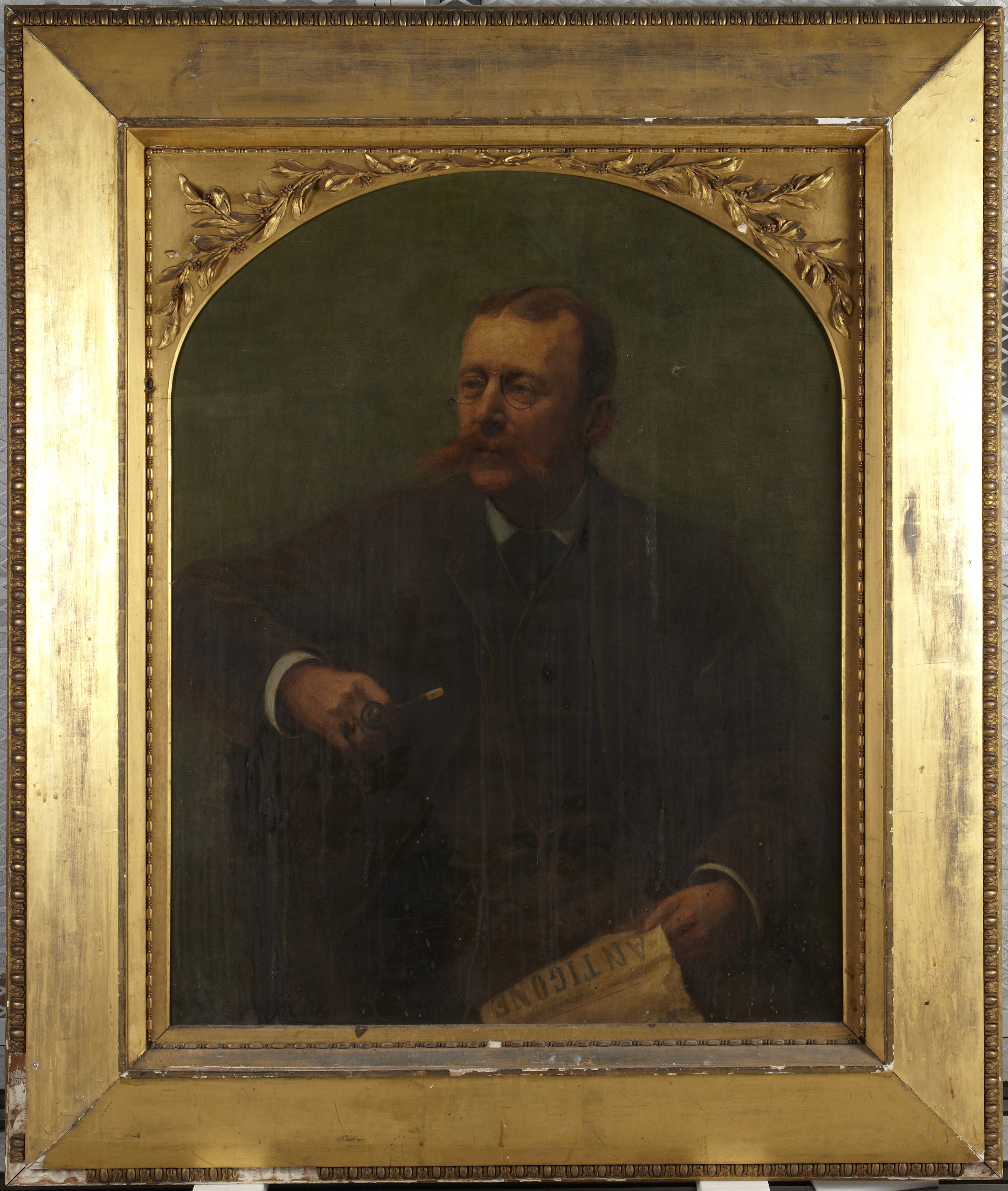
Laurence Hutton, Ölgemälde (Princeton University Art Museum)
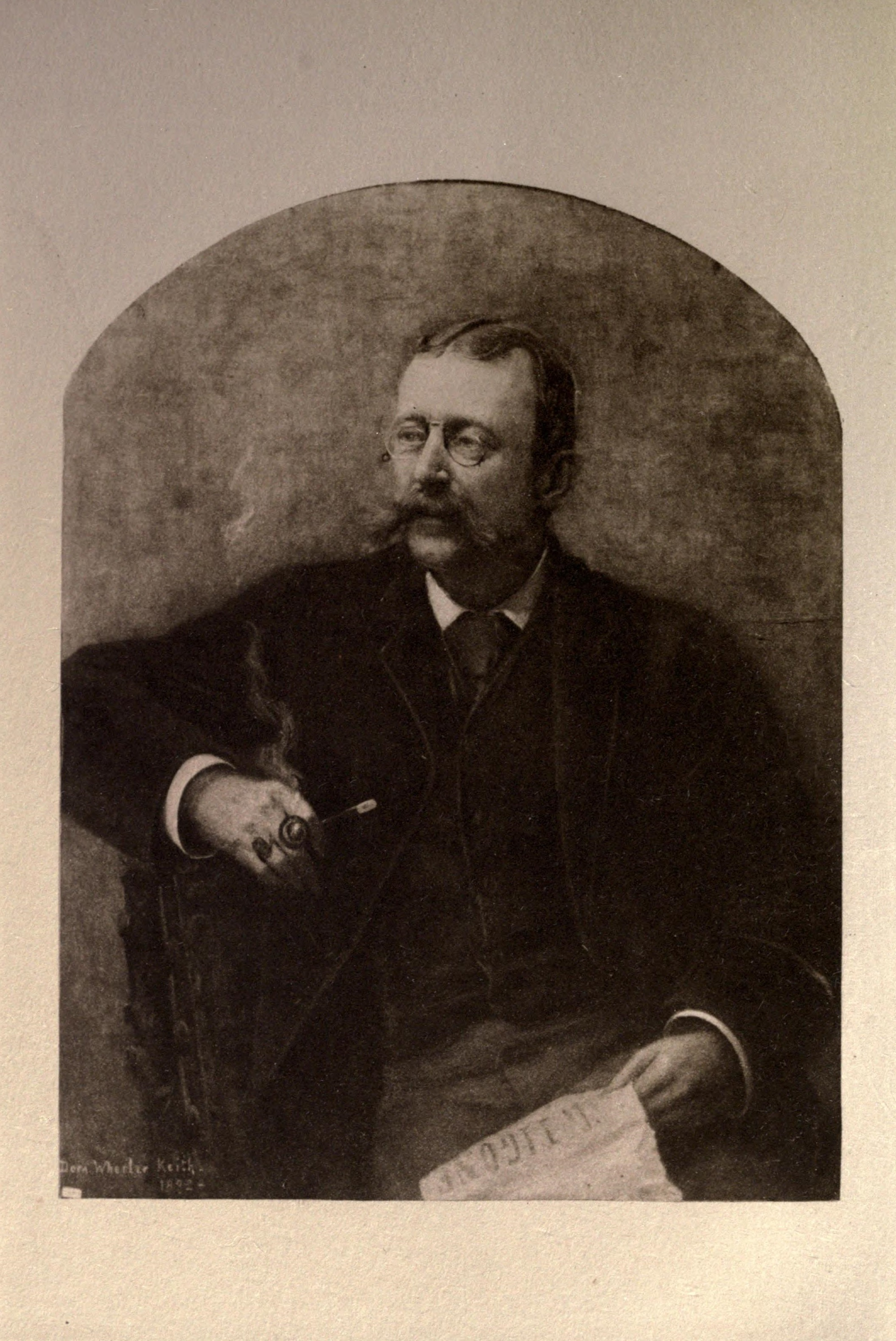
Laurence Hutton, 1892
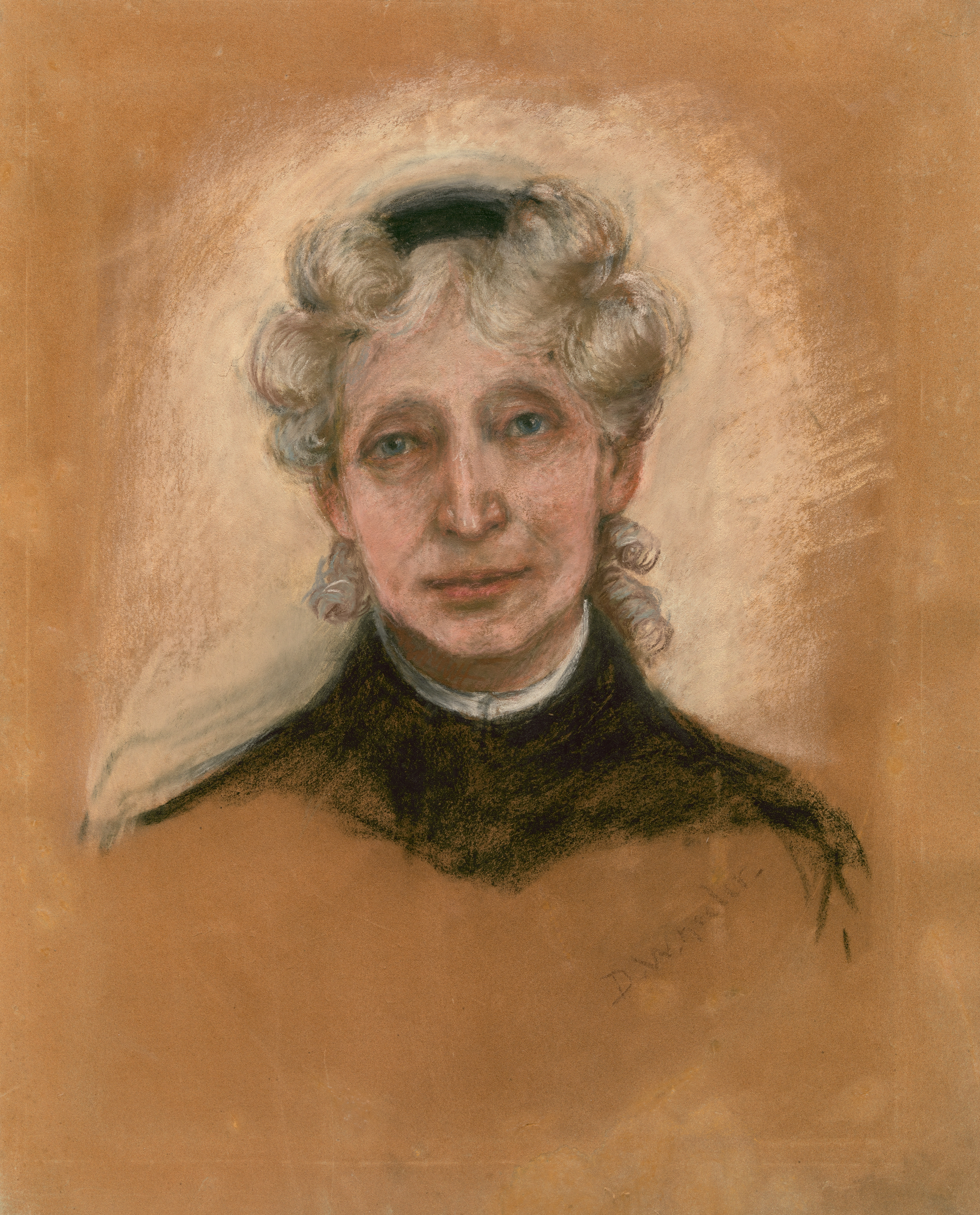
Harriet Elizabeth Beecher Stowe, 1890
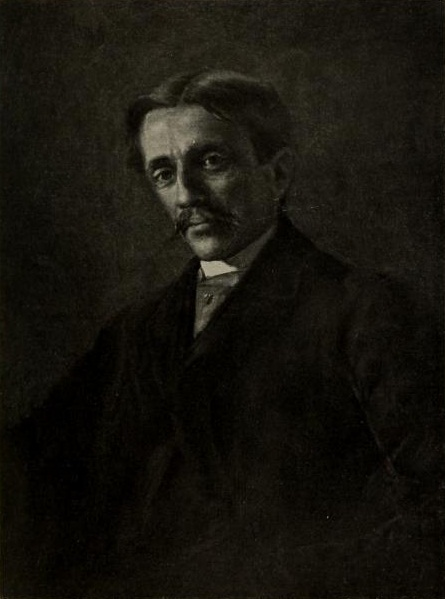
Frank R. Stockton
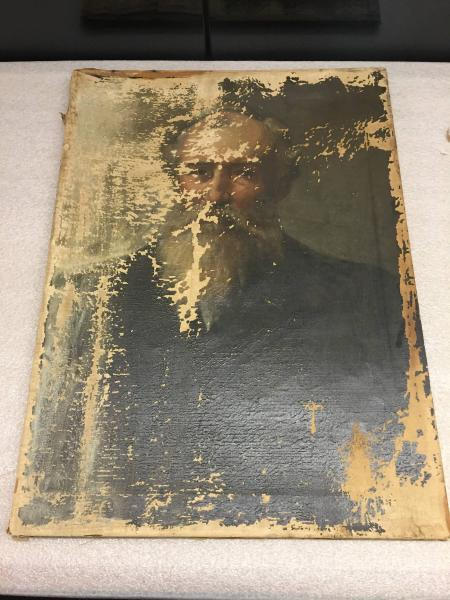
John Burroughs (1837–1921), Ölgemälde
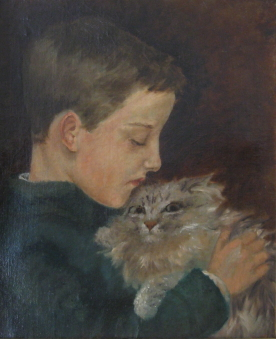
Porträt von Henry L. Stimson mit einer Katze
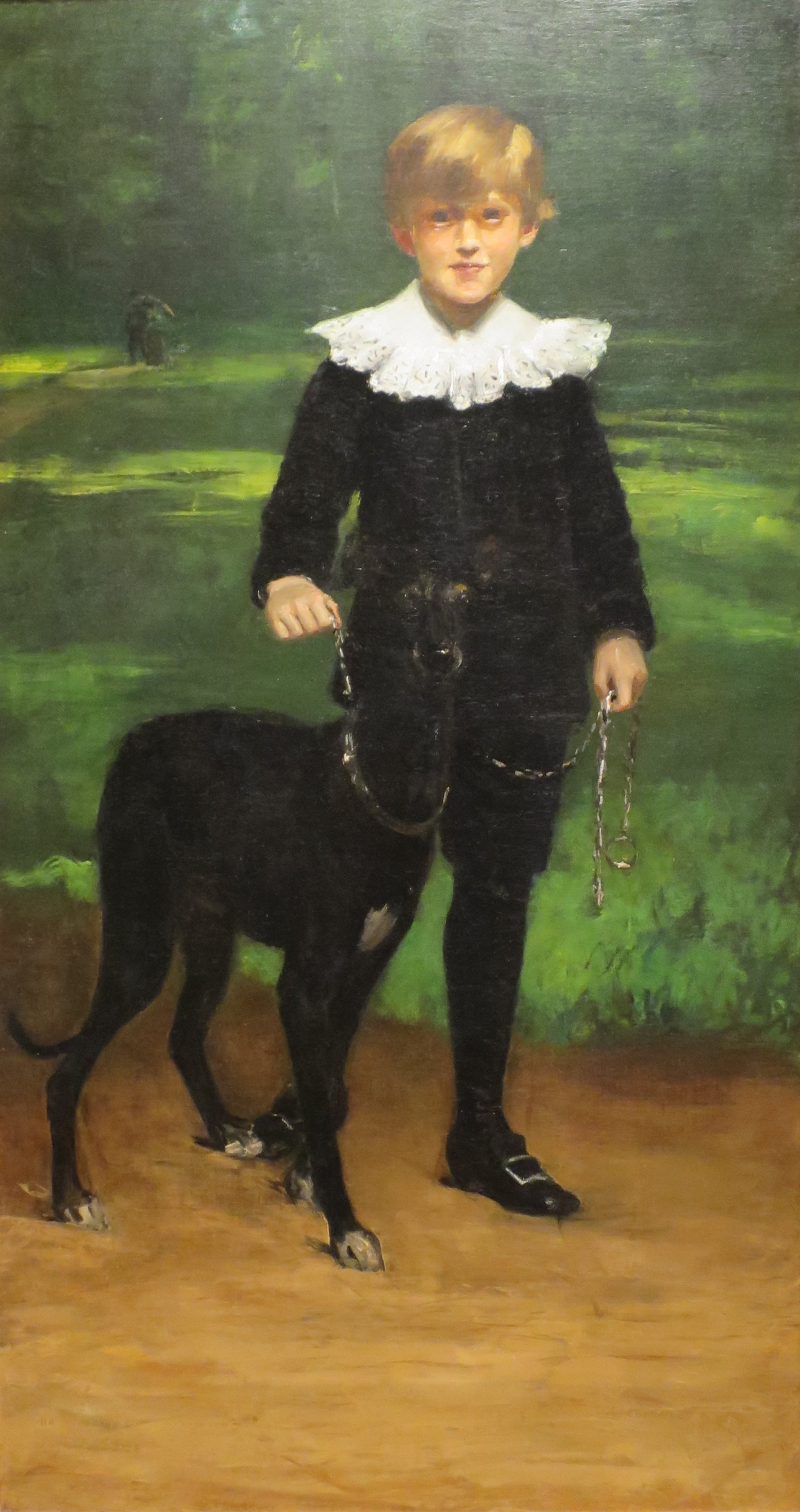
Junge mit Hund, Öl auf Leinwand, High Museum of Art, 1881

## Illustrationen von Dora Wheeler Keith in Büchern (Auswahl)
- Lucy Larcom: The Cross and The Grail. Chicago: Women's Temperance Pub'n Association, 1887.[10]
- Candace Wheeler: Content in a Garden. Houghton Mifflin, 1904.
- Candace Thurber Wheeler: Doubledarling And The Dream Spinner. Kessinger Publishing, 2010, ISBN 978-1-167-08274-0.